# Etsuko Nishio
Etsuko Nishio (西尾えつ子, Nishio Etsuko). (n. 9 de marzo de 1973 en Toyota (Aichi), Japón). Es una cantante, actriz y gravure idol japonesa, activa en la década de los 90.

## Biografía
Etsuko debutó en abril de 1989, como idol y cantante de anison. Interpretó el primer opening del anime Ranma ½, titulado: 
"Jajauma ni Sasenaide", así como el tercer ending: "Don't mind Lay Lay Boy (Don't Mind China Boy)".

### Carrera posterior
En 1991 enfocó su carrera como gravure idol, liberando varios 
Photobooks y vídeos softcore para adultos. Realizó también una carrera como actriz de  cine de clase V durante la década de 1990.

## Actualidad
Contrajo nupcias en 1998, retirándose posteriormente del mundo del espectáculo.

## Como cantante

### Singles
- [1989.04.25] Ja Ja Uma ni Sasenaide
- [1989.10.25] Don't Mind Lay Lay Shounen ~Don't mind lay-lay-Boy~

## Como actriz

### Películas
- Pants no Ana Mukesode Mukenai Ichigo-tachi (1990)
- Konai Shasei Kanzen Jissha Ban (1992)
- Sanobabicchi Dai Ikkan Purupuru (1993)
- Sanobabicchi Dai Nikan Kuchukuchu (1993)
- Final Fighter (1994)
- Nozokiya (1995)
- Shin Yurizoku 3 (1995)
- Do Chinpira 11 (1995)
- Debeso DE Strip (1996)
- Atashi wa Juice (1996)
- Another XX Akai Satsujinsha (1996)
- Another XX Kuroi Tsuiseki Mono (1996)
- Ejiki Midara na Seijo (1996)

## Como modelo

### Photobooks
- Illusion (1992)
- Charm (1992)
- Finger (1994)
- DayDream (1995)
- Yokubou to Iu Mei no Gekijou (1996)
- Movement 1 (2003)

### Vídeos
- [1991.11] Schola nu!
- [1992.06] VIDEO IDOL Schola Nishio Etsuko
- [1992.10] Nishio Etsuko Identity
- [1993.12] Super Lingerie 29
- [1994.05] Nishio Etsuko Imagine
- [1994.05] Nishio Etsuko Part 2: Why...